# Charlotte Pirroni
Pour les articles homonymes, voir Pirroni.
Charlotte Pirroni, née le 17 août 1993 à Monaco, est une mannequin et chroniqueuse française, élue Miss Côte d'Azur en 2014 et deuxième dauphine de Miss France 2015.

## Biographie

### Famille et formation
Charlotte Pirroni est la petite-fille de Louis Pirroni, ex-entraîneur de l'AS Monaco.

### Carrière
Le 3 août 2014, Charlotte Pirroni est élue Miss Côte d'Azur à Mougins. Le 6 décembre suivant, au Zénith d'Orléans et en direct sur TF1, elle est élue deuxième dauphine de Camille Cerf, Miss France 2015.
Le 5 novembre 2015, elle représente la France à l'élection de Miss International 2015, faisant partie des 70 Miss en compétition.
Après des débuts comme youtubeuse beauté en avril 2017, elle est choisie par Cyril Hanouna pour être, chroniqueuse dans l'émission Touche pas à mon poste ! sur C8 à l'automne 2017,,.

### Vie privée
Depuis février 2015, Charlotte Pirroni vit en couple avec le footballeur Florian Thauvin. 
De cette relation, est né Alessio le 5 février 2020. Le 26 octobre 2024 naît leur deuxième enfant, Léandro.